# Marilyn Bliss
Marilyn Bliss (* 1954 in Iowa) ist eine US-amerikanische Komponistin.
Bliss studierte am Coe College und an der University of Pennsylvania. Zu ihren Lehrern zählten George Crumb, George Rochberg, Jacob Druckman, Jerry Owen  und Harvey Sollberger. Unter ihren Werken finden sich Kompositionen für Soloinstrumente, Kammermusik, Vokal- und Orchesterwerke. Sie erhielt Kompositionsaufträge des Haydn-Mozart Chamber Orchestra, der Philadelphia Art Alliance, des Powell Quartet, der Flötisten James Zellers und James Pellerite und der National Flute Association und wurde u. a. mit dem Charles Ives Prize der American Academy of Arts and Letters, dem Preis für junge Komponisten der ASCAP und Stipendien der Composers Conference und der New York Foundation for the Arts ausgezeichnet. Seit 1992 ist sie Präsidentin der New York Women Composers.

## Werke
- Encounter für Flöte, 1975
- Three Short Movements für Posaune, 1976
- Fantasies für Klavier, 1977
- Shadowflowers für Sopran, Alt- oder Piccoloflöte, Oboe oder Horn, Violine, Cello, Harfe und Perkussion, 1978
- Huatzu Hill für Sopran, Flöte, Klarinette, Horn und Streicher, 1979
- Chameleon für Flöte, Cello und Klavier, 1981
- Evocations für Tuba, 1981
- Aria für Tuba, 1982
- Celestial Greetings für Sopran und Klavier, 1983
- Lament für Altflöte, 1984
- Three Farewells für Sopran, Flöte, Viola und Harfe, 1984
- Veils für zwei Flöten, zwei Oboen, zwei Fagotte, zwei Hörner und Streicher, 1986
- Flocks für Piccolo- und Altflöte, 1988
- Bestiary für Violine solo, 1989
- Rima für Piccoloflöte und Klavier, 1989
- Aurora Borealis für Perkussionsensemble, 1990
- Autumnal für Flöte, Klarinette, Cello und Klavier, 1991
- Phantom Breeze für Flöte oder Indianerflöte, 1993
- It Was the Wind für Sopran und Flöte oder Indianerflöte, 1995
- Spirit Dance für Flöte oder Indianerflöte und Maracas, 1995
- Blue Dawn für Indianerflöte und Cello, 1998
- Murali für Flöte, 2003
- Beneath the Azure Sky für Sopran, Flöte, Violine und Cello, 2004
- Trio für Violine, Cello und Klavier